# Laura Jung

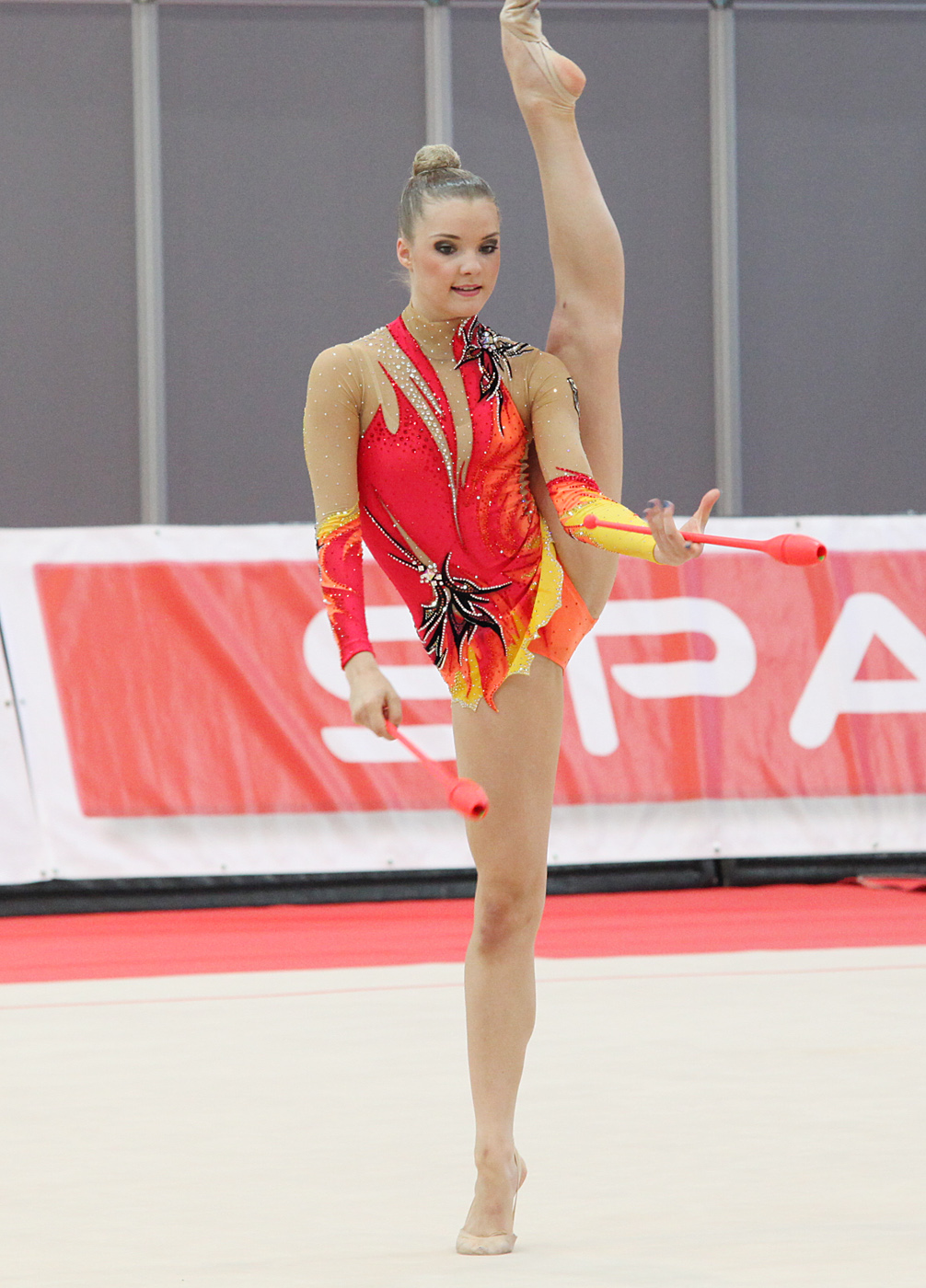
Laura Jung

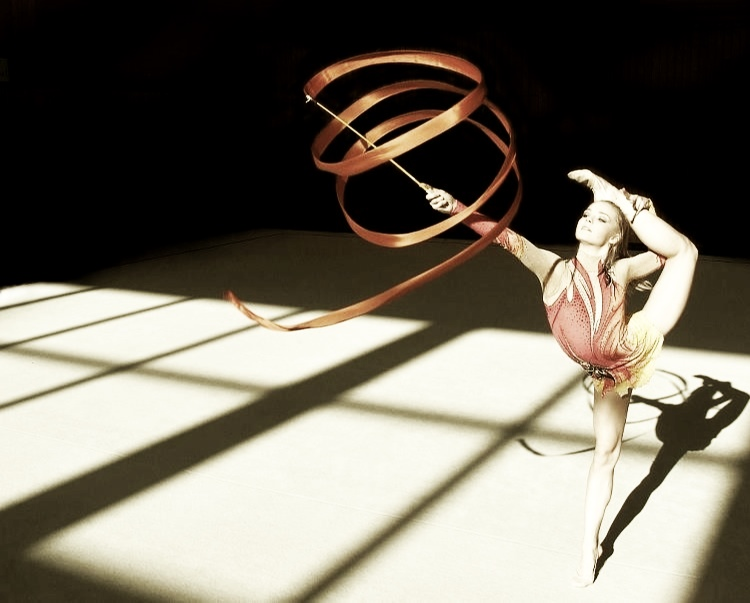
Laura Jung

Laura Jung (* 25. Juni 1995 in St. Wendel) ist fünfzehnfache deutsche Meisterin in der rhythmischen Sportgymnastik.
Jung trainierte von 2007 bis 2016 am Bundesstützpunkt in Fellbach-Schmiden bei Galina Krilenko, startete jedoch für den TV St. Wendel. Sie war Mitglied der deutschen Nationalmannschaft im Einzel.
Laura Jung ist mit dem ehemaligen Beachvolleyballer Marvin Klass verheiratet und heißt seit der Hochzeit Laura Klass.

## Sportliche Karriere

### Juniorenbereich
2010 gewann Laura Jung bei den Europameisterschaften in Bremen im Teamwettkampf bei den Juniorinnen gemeinsam mit Jana Berezko-Marggrander die Bronzemedaille. Im Finale mit dem Seil wurde sie Achte und mit den Keulen Vierte.

### Seniorenbereich
Seit 2011 startet Jung im Seniorenbereich und wurde hier im Juni 2011 fünffache deutsche Meisterin. Sie gewann den Mehrkampf und alle vier Handgerätefinals mit dem Reifen, dem Ball, den Keulen und dem Band.
Bei den Europameisterschaften in Minsk erreichte sie, wieder im Team mit Jana Berezko-Marggrander, den elften Platz. In der Einzelwertung belegte sie Rang 23. Im August 2011 nahm Laura Jung an den Weltmeisterschaften in Montpellier teil und wurde 19. im Mehrkampffinale. Durch diese Platzierung erhielt der Deutsche Turner-Bund einen Startplatz bei dem Qualifikationswettkampf für die Olympischen Spiele 2012, diesen nahm jedoch Berezko-Marggrander in Anspruch, die verletzungsbedingt nicht an den Weltmeisterschaften teilgenommen hatte.
Ihren Erfolg aus dem Vorjahr wiederholte Jung bei den deutschen Meisterschaften 2012. Erneut sicherte sie sich alle fünf Titel. Auch an den Europameisterschaften 2012 nahm sie teil und wurde Fünfzehnte.
Im Oktober 2012 bei den Berlin Masters belegte Laura Jung den zweiten Platz. Erste wurde die Silbermedaillen-Gewinnerin der Olympischen Spiele in London, Darja Dmitrijewa.
Bei den Deutschen Meisterschaften im Mai 2013 wurde sie Zweite im Mehrkampf hinter Jana Berezko-Marggrander. In den Gerätefinals konnte sie sich drei weitere Silbermedaillen mit dem Ball, den Keulen und dem Band sichern. Für ihre Übung mit dem Reifen erhielt sie die Bronzemedaille.
Vom 31. Mai bis zum 2. Juni 2013 nahm Jung an den Europameisterschaften der rhythmischen Sportgymnastik in Wien teil. In der Einzelwertung belegte sie den 24. Platz. In der Wertung der besten drei Geräte verpasste sie mit Platz 28 die Qualifikation der besten 20 zu den Europameisterschaften 2014 in Baku. Zudem war für Jung eine Teilnahme am Team-Wettbewerb gemeinsam mit Jana Berezko-Marggrander vorgesehen. Durch deren krankheitsbedingte Absage und die Nichtmeldung einer Reservegymnastin durch den Deutschen Turner-Bund war dies jedoch nicht möglich. Bei der Weltmeisterschaft 2013 in Kiew qualifizierte sich Laura Jung mit Rang 24 für das Mehrkampffinale der besten 24. Im Finale konnte sie sich um eine Platzierung auf Rang 23 verbessern.
Bei den Deutschen Meisterschaften 2014 in Halle wurde Jung deutsche Meisterin mit den Keulen. Im Mehrkampf, mit dem Reifen, dem Ball und dem Band belegte sie Platz zwei hinter Jana Berezko-Marggrander. Die Weltmeisterschaften 2014 musste sie verletzungsbedingt absagen.
Im Mai 2015 belegte Jung bei den Deutschen Meisterschaften in Leipzig den ersten Platz mit Ball und Reifen. Mit Keulen und Band sowie im Mehrkampf belegte sie den zweiten Platz hinter Jana Berezko-Marggrander.
In Bremen wurde Laura Jung im Mai 2016 Deutsche Meisterin im Mehrkampf und mit den Keulen. Vizemeisterin hinter Jana Berezko-Marggrander wurde sie in diesem Jahr mit Reifen, Ball und Band. Einen Monat später beendete sie bei den Berlin Masters ihre Karriere als Leistungssportlerin.